# 오모리정 (아키타현)
오모리 정(大森町) 아키타현 동남부에 존재했던 정이다. 2005년 10월 1일, 시정촌 합병에 의해 요코테시가 되었다.

## 교통

### 도로
- 아키타현도 116호 가와니시 로쿠고선
- 아키타현도 164호 후타이야마오모리선
- 아키타현도 265호 유노마타 마에다선